# 항아당의
항아당의(姮娥唐衣)란 궁중의 나인인 항아가 입었던 당의를 말한다. 깃너비 9.0cm의 당코깃이며 화장이 짧고 소매배래는 완만한 곡선이다.
소매끝에는 흰 한지로 만든 6.0cm 너비의 거들치를 달았고 당의의 길이는 길이 75cm이며 화장 67cm 품 46cm 진동 26cm 고대 18cm 수구 19.5cm로 되어 있다.

## 전해오는 이야기
당의 안자락 안깃에 언문으로 '뎡유듕추길례시뎌동궁 고간이류구'라는 명문(銘文)이 쓰여 있다. 양념국자의 명문과 동일한 내용이다. 정유년은 1837년(헌종 3년) 덕온공주가 혼인하던 해를 말하며 저동궁[뎌동궁]은 공주의 당호이다. 따라서 정유년 공주의 길례시 항아가 입었던 예복으로 전해져 오는 당의이다. 항아란 궁중의 나인, 일명 비자를 일컫는 말이다.
이에 관련하여 혜경궁홍씨가 일생을 기록한 『한중록』에 글월 비자가 흑단장하였다는 내용이 있으며, 조선 말기 자료인 『궁중발기』 중에서 정유년(1837) 덕온공주 길례시(뎡유 가례시 뎐묘긔)에 나인들에게 아청주(鴉靑紬) 겹당저고리와 치마가 제공된 사례가 확인된다.
항아는 관례를 치르고 성인이 된 궁중 나인을 말한다. 당의는 조선 숙종 때 편찬된 사례편람에는 "삼자라고 하여 길이는 무릎까지 닿고 소매는 좁은 옷이며 속칭 당의라고 하고 여자들의 상복이다."라고 하여 여자들의 평상복이었다. 조선시대 후기로 가면서 궁중과 사대부가의 여인들이 저고리 위에 입는 간단한 예복으로 되었다. 당의의 형태는 긴 저고리의 모양이며, 겨드랑이 아래가 트여있고 소매 끝에는 하얀 천이나 한지로 만든 거들치가 달려 있다.

## 같이 보기
- 석주선기념박물관
- 덕온공주
- 덕온공주당의
- 덕온공주의복
- 덕온공주유물

## 참고 문헌
- 항아당의 - 국가유산청 국가유산포털

 본 문서에는 서울특별시에서 지식공유 프로젝트를 통해 퍼블릭 도메인으로 공개한 저작물을 기초로 작성된 내용이 포함되어 있습니다.